# Chrétien (cráter)
Chrétien es un cráter de impacto que se encuentra en el hemisferio sur de la  cara oculta de la Luna, al sur del Mare Ingenii, uno de los pocos maria en el lado oculto de la Luna. El cráter se encuentra en el punto medio entre los cráteres Garavito al oeste-suroeste y Oresme al este-noreste, ambos  un poco más pequeños que Chrétien.
|  |

La característica más notable de este cráter es el bajo albedo del suelo interior, que tiene la misma tonalidad más oscura del Mare Ingenii situado al norte. El cráter satélite irregular Chrétien C, que comparte el borde noreste, recto y estrecho de Chrétien, también cubierto con una capa de oscura lava basáltica. El borde exterior de Chrétien presenta una forma irregular, con varios otros cráteres satélite intrusos en los lados. Los más notables de estos son Chrétien S a través del borde sudoeste, y Chrétien W unido al borde del lado noroeste.
El borde norte de Chrétien tiene un zócalo unido a un llano pequeño e irregular. Esta zona ha sido remodelada por los mismos flujos de lava que cubrieron el interior de Chrétien. En el extremo sur, la pared interna forma una superficie amplia e irregular, mientras que el borde dañado sale hacia el exterior.

## Cráteres satélite
Por convención estos elementos son identificados en los mapas lunares poniendo la letra en el lado del punto medio del cráter que está más cerca de Chrétien.
|          | \| Chrétien \| Coordenadas \| Diámetro \| \| -------- \| ------------------------------- \| -------- \| \| A \| 43°54′S 163°36′E / -43.9, 163.6 \| 13 km \| \| C \| 44°30′S 165°18′E / -44.5, 165.3 \| 63 km \| \| S \| 46°30′S 160°30′E / -46.5, 160.5 \| 40 km \| \| W \| 44°18′S 160°48′E / -44.3, 160.8 \| 34 km \| |          |
| Chrétien | Coordenadas | Diámetro |
| A        | 43°54′S 163°36′E / -43.9, 163.6 | 13 km    |
| C        | 44°30′S 165°18′E / -44.5, 165.3 | 63 km    |
| S        | 46°30′S 160°30′E / -46.5, 160.5 | 40 km    |
| W        | 44°18′S 160°48′E / -44.3, 160.8 | 34 km    |